# Isabelle Thomas (política)
Isabelle Thomas (nascida em 26 de novembro de 1961) é uma política francesa. Foi deputada ao Parlamento Europeu durante a oitava legislatura (2014–2019). Anteriormente membro do Partido Socialista, ela é actualmente membro do partido político Génération.s
Thomas fez parte das comissões dos orçamentos e das pescas do Parlamento Europeu.